# منتخب سلوفينيا لكرة الأرض للسيدات
منتخب سلوفينيا الوطني لكرة الأرض للسيدات هو ممثل سلوفينيا الرسمي في المنافسات الدولية في كرة الأرض للسيدات.